# Cozes
Cozes település Franciaországban, Charente-Maritime megyében. Lakosainak száma 2223 fő (2022. január 1.). Cozes Arces, Épargnes, Grézac, Saint-André-de-Lidon és Semussac községekkel határos.

## Népesség
A település népességének változása:
| Lakosok száma | 1653 | 1746 | 1730 | 1915 | 2067 | 2130 | 2142 | 2150 | 2144 | 2223 |
|               | 1968 | 1982 | 1990 | 2006 | 2013 | 2015 | 2017 | 2019 | 2020 | 2022 |